# Dr. Laurence Erhardt
Dr. Laurence "Larry" Erhardt is een personage uit de televisieserie Mystery Science Theater 3000. Hij werd gespeeld door Josh "J. Elvis" Weinstein.
Dr. Laurence was een van de twee originele schurken uit de serie.

## Rol
Dr. Erhardt was een gestoorde geleerde, en de primaire assistant van Dr. Clayton Forrester. Hij was een heel ander personage dan de meer bekende TV's Frank. Dr. Erhardt sprak met een hoge stem, had krullend zwart haar en een grote bril. Erhardt werd geregeld door Dr. Forrester aan verschillende martelpraktijken blootgesteld.
Er is maar weinig bekend over Erhardts verleden, behalve dan dat hij een gestoorde geleerde werd toen hij bij een dierentuin werkte. Volgens eigen zeggen beloofde men hem studenten, maar kreeg hij enkel apen. Dat dreef hem tot waanzin. Details omtrent deze gebeurtenis werden overgelaten aan de fantasie van de kijker.
Uiteindelijk vond hij werk bij het Gizmonic Institute, alwaar hij de assistent werd van Dr. Forrester. Hij hielp mee om Joel Robinson te ontvoeren en de ruimte in te schieten. Tevens hielp hij Dr. Forrester met het uitvoeren van alle experimenten waarbij Joel slechte films moest kijken.
Dr. Erhardt was enkel aanwezig in het KTMA seizoen, en seizoen 1. Dit is ook de reden dat hij minder bekend is bij latere fans van de serie. Wat er precies met Dr. Erhardt is gebeurd is niet bekend. Toen TV Frank zijn intrede deed en vroeg naar Dr. Erhardt, zei Dr. Forrester enkel dat Erhardt “vermist” werd.